# H. H. Asquith
Herbert Henry Asquith, 1.º Conde de Oxford e Asquith, KG PC KC FRS (Morley, 12 de setembro de 1852 — Sutton Courtenay, 15 de fevereiro de 1928) foi um primeiro-ministro liberal do Reino Unido entre 1908 e 1916.

## Biografia
Asquith era filho de um fabricante de roupas de Yorkshire. Foi educado em Londres e em Balliol College, Oxford, onde começou a mostrar a sua liderança, tornando-se líder da União de Oxford. Casou-se em 1877, com Helen Kelsall Melland, filha de um médico de Manchester. Com ela, teve 5 filhos, Raymond, Herbert, Arthur Melland Asquith, Violet e Cyril Asquith. Violet e Cyril chegaram à nobreza por seus próprios méritos, sendo que Cyril chegou a ser membro da Casa dos Lordes. Helen Kelsall Melland faleceu em 1891, por causa da febre tifóide.
Contraiu segundas núpcias com Margot Tennant, filha de Sir Charles Clow Tennant, com quem teve dois filhos: Elizabeth (logo Princesa Antoine Bibesco) e o diretor de cinema Anthony Asquith. Sua descendência mais famosa chega aos nossos dias pela atriz Helena Bonham Carter, neta de Violet. Seu bisneto, Dominic Anthony Gerard Asquith, é hoje o embaixador britânico no Iraque.
De 1876 até a década de 1880, ganhou a vida advogando. Destaca-se como pacifista, mas sem abdicar do imperialismo britânico.
Foi eleito para o Parlamento em 1886, por East Fife, na Escócia. Fez parte do Gabinete de William Ewart Gladstone. Durante dez anos, os conservadores ficaram no comando do Governo e os liberais somente voltariam a ter maioria no Parlamento sob a liderança de Henry Campbell-Bannerman. Neste gabinete, foi chamado a ser o "Chancellor of the Excheque" (Ministro das Finanças), em 1906. Com a saída de Campbell-Bammerman, é convidado pelo rei Eduardo VII a formar um novo gabinete.

## Primeiro-ministro
Chama para o gabinete, constituído em 9 de abril de 1908, Lloyd George, então adepto do reformismo social para ser o "Chancellor of the Excheque", e Winston Churchill, como ministro do comércio.
H. H. Asquith estava determinado a realizar reformas sociais. A fim de financiar uma legislação ambiciosa, voltada para o bem-estar e o edifício da marinha real para opor a ameaça percebida da Alemanha, o chanceler, David Lloyd George, produziu um orçamento radical em 1909. A Câmara dos Lordes rejeitou-o e em 1910, Asquith anunciou uma planta para limitar seu poder, ameaçando retirar muito do poder daquela casa.
Naquele ano, foram realizadas novas eleições, onde os liberais conseguiram apertada maioria.
O governo de Asquith foi responsável por introduzir uma série de reformas sociais entre 1914 e 1918 incluindo as pensões para aposentados, o seguro de saúde nacional e o seguro-desemprego nacional.
Para o ministério da Guerra, nomeou Herbert Kitchener. Esta era uma decisão popular mas a população passou a desapontar-se quando viram que a primeira guerra mundial não seria ganha rapidamente. Em 14 de maio de 1915, o Times publicou um relatório que indicava que o exército britânico teria problemas na defesa do país. O governo liberal de Asquith foi criticado severamente e o Gabinete foi forçado a renunciar. Asquith formou um governo de coalizão com os Conservadores e com os Trabalhistas Independentes.
Asquith ainda tentou formar um Comitê de Guerra, mas a morte de seu primogênito no front de batalha, a ofensiva alemã e os problemas internos no Partido Liberal, além da queda de popularidade entre os britânicos, fizeram com que ele perdesse a liderança do partido para David Lloyd George, que viria a se tornar seu sucessor, em 1916.

## Últimos dias
Asquith não conseguiu eleger-se em 1918. Somente voltou ao parlamento em 1920, eleito por Paisley. Em 1923, foi feito Conde de Oxford e Asquith, sendo levado à Câmara dos Lordes. Foi um dos grandes articuladores para a formação do governo trabalhista de Ramsay MacDonald, em contraposição aos conservadores. Faleceu em 1928, tendo pedido que não houvesse funeral público. Encontra-se sepultado em All Saints Churchyard, Sutton Courtenay, Oxfordshire na Inglaterra.